# Claire Danes
Claire Catherine Danes (Nova Iorque, 12 de abril de 1979) é uma atriz norte-americana. Ficou conhecida por ter interpretado Angela Chase na série norte-americana My So-Called Life, Julieta em Romeo + Juliet, Yvaine em Stardust e Carrie Mathison em Homeland. Em 2010, Danes interpretou a autista humanitária Temple Grandin no filme do canal HBO de mesmo nome. Pelo papel, ela ganhou o Emmy Award e o Globo de Ouro de Melhor Atriz em Filme ou Missérie para TV.
É casada com o também ator Hugh Dancy desde 2009, tendo se conhecido nas filmagens do filme Evening, de 2006, em que ambos estrelam.

## Biografia
Danes nasceu em Manhattan, Nova Iorque. Sua mãe, Carla, era artista e ama, mas depois se tornou manager de sua filha. Seu pai, Christopher Danes, é fotógrafo. Ela tem um irmão mais velho, Asa, que é advogado.
Claire cresceu num meio artístico no bairro de SoHo e, desde cedo, frequentou escolas com uma forte vertente artística, entre elas a Dalton School, a New York City Lab School for Collaborative Studies e a Professional Performing Arts School. Em 1994, com 15 anos de idade, Claire mudou-se com a família para Santa Mónica, na Califórnia, para trabalhar na série My So-Called Life. Em 1997, Claire terminou o ensino secundário no Liceu Francês de Los Angeles. No ano seguinte foi para a Universidade de Yale (com uma carta de recomendação do diretor Oliver Stone). Depois de estudar durante dois anos Psicologia, saiu da universidade para se concentrar na sua carreira de atriz.

## Carreira
Claire começou a ter aulas de dança aos seis anos. Aos dez anos tinha aulas de dança com Ellen Robbins no Dance Theater Workshop e aulas de representação no Lee Strasberg Theatre and Film Institute. Durante a infância participou em peças de teatro e vídeos produzidos em Nova Iorque. Apesar de ter continuado a dançar, Claire diz que começou a concentrar-se na representação a partir dos nove anos de idade.
Aos 11 anos, Claire fez uma audição para  Miloš Forman que a levou a ter papéis em vários filmes de estudantes. Aos 12 anos, foi contratada pela agência Karen Friedman.

### Televisão
Claire teve o seu primeiro trabalho de maior destaque aos 13 anos quando trabalhou no piloto de uma sitcom de Dudley Moore chamada Dudley. Nos anos seguintes, interpretou uma adolescente assassina num episódio de Law & Order e participou num episódio da série Lifestories: Families in Crisis da HBO.
Aos 15 anos, Claire conseguiu o papel de Angela Chase, a protagonista da série My So-Called Life do canal ABC. A série foi cancelada após apenas uma temporada curta de 19 episódios devido a más audiências. No entanto, o programa foi bastante elogiado pela crítica e Claire venceu um Globo de Ouro e foi nomeada para um Emmy, ambos na categoria de Melhor Atriz em Série de TV - Drama.
Apesar das fracas audiências, My So-Called Life tornou-se num sucesso de culto e lançou a carreira de Claire no cinema. A atriz só voltou a trabalhar num projeto televisivo em 2010 quando protagonizou o telefilme Temple Grandin da HBO. O telefilme baseia-se na história real de Temple Grandin, uma mulher com Síndrome de Asperger que revolucionou o tratamento racional de animais vivos em fazendas e matadouros. Este papel valeu-lhe o prémio Emmy, o Globo de Ouro e o Screen Actors Guild Award de melhor atriz em telessérie ou telefilme.
Desde 2011, Claire protagoniza a série Homeland no papel de Carrie Mathison, uma agente bipolar da CIA. A sua personagem acredita que um herói de guerra da marinha está a planear um atentado terrorista. A série conta ainda com Mandy Patinkin e Damian Lewis no elenco. Claire venceu o Globo de Ouro de Melhor Atriz em Série de TV - Drama em 2012 e em 2013 por este papel. Venceu ainda o Emmy nos mesmos anos e na mesma categoria. Em 2012, Claire foi considerada uma das 100 pessoas mais influentes do mundo pela revista Time.
Claire teve participações especiais nas séries Portlandia e Master of None.

### Cinema

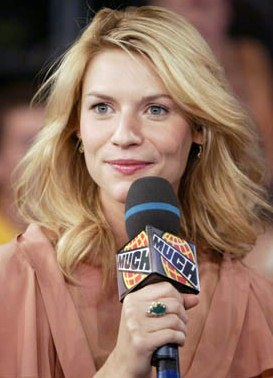
Claire Danes em Toronto, para MuchOnDemand a promover o filme Stardust em 2007.

Claire interpretou o papel de Beth March na adaptação ao cinema de Little Women de 1994. Nos anos seguintes, graças à visibilidade que conseguiu com My So-Called Life, Claire conseguiu vários papéis de destaque em filmes como Home for the Holidays (1995), I Love You, I Love You Not (1996) e To Gillian on Her 37th Birthday (1996).
Em 1996, Claire conseguiu o seu primeiro papel de protagonista no filme Romeo + Juliet de Baz Luhrmann onde interpretou Julieta ao lado de Leonardo DiCaprio, que interpretou Romeu. Na altura, Luhrmann, impressionado com o talento da atriz de 16 anos, disse que Claire era "a Meryl Streep da sua geração". Claire chegou a ser considerada para o papel de Rose em Titanic, mas recusou o papel.
Em 1997, interpretou o papel de Kelly Riker, uma mulher abusada em The Rainmaker de Francis Ford Coppola. No mesmo ano interpretou Jenny no filme de Oliver Stone, U Turn.
Em 1998, interpretou Cosette na adaptação ao cinema de Les Misérables e uma adolescente grávida filha de imigrantes polacos na comédia Polish Wedding.
Em 1999, Claire fez a sua primeira dobragem na versão inglesa do filme Princesa Mononoke. No mesmo ano, interpretou o papel de Julie Barnes na adaptação ao cinema da série de televisão The Mod Squad. Protagonizou ainda o thriller Brokedown Palace, um papel que a levou a ser considerada persona non grata nas Filipinas devido a comentários considerados racistas que são feitos no filme. Este foi o último filme em que participou antes de fazer uma pausa de alguns anos para estudar na Universidade de Yale.
Em 2002, Claire regressou ao trabalho com o papel de Sookie em Igby Goes Down. Ainda nesse ano, fez parte do elenco de The Hours, onde interpretou o papel de filha de Clarissa Vaughan (interpretada por Meryl Streep). No ano seguinte, fez parte do elenco de Terminator 3: Rise of the Machines e protagonizou, com Joaquin Phoenix, o drama It's All About Love. Em 2004, protagonizou o drama Stage Beauty com Bill Crudup. Em 2005, foi bastante elogiada pela crítica pelo seu papel de Mirabelle no drama Shopgirl. Ainda nesse ano, fez parte do elenco da comédia The Family Stone.
Depois de uma pausa de dois anos, Claire regressou ao cinema em 2007 com vários filmes: Evening, um drama onde contracenou com Toni Collette, Vanessa Redgrave, Patrick Wilson e Hugh Dancy; The Flock, um filme de crime que protagonizou com Richard Gere; e Stardust, uma adaptação ao cinema do romance de fantasia de Neil Gaiman onde interpreta o papel de Yvaine. No ano seguinte protagonizou, com Zac Efron e Christian McKay, o drama Me and Orson Wells do realizador Richard Linklater.

### Teatro
Em abril de 2000, Claire participou na peça The Vagina Monologues de Eve Ensler. Em setembro de 2005, a atriz regressou aos palcos com o espetáculo de dança "Christina Olson: American Model" do coreógrafo Tamar Rogoff onde interpretou o tema do famoso quadro de Andrew Wyeth, Christina's World. As capacidades de dança e representação de Danes foram bastante elogiadas.
Em janeiro de 2007, Claire estreou-se na Broadway com a peça Pygmalion de George Bernard Shaw, no papel de Eliza Doolittle. Ela regressou à Broadway em março de 2016 com a peça Dry Powder de Sarah Burgess onde contracenou com John Krasinski e Hank Azaria.

### Outros trabalhos

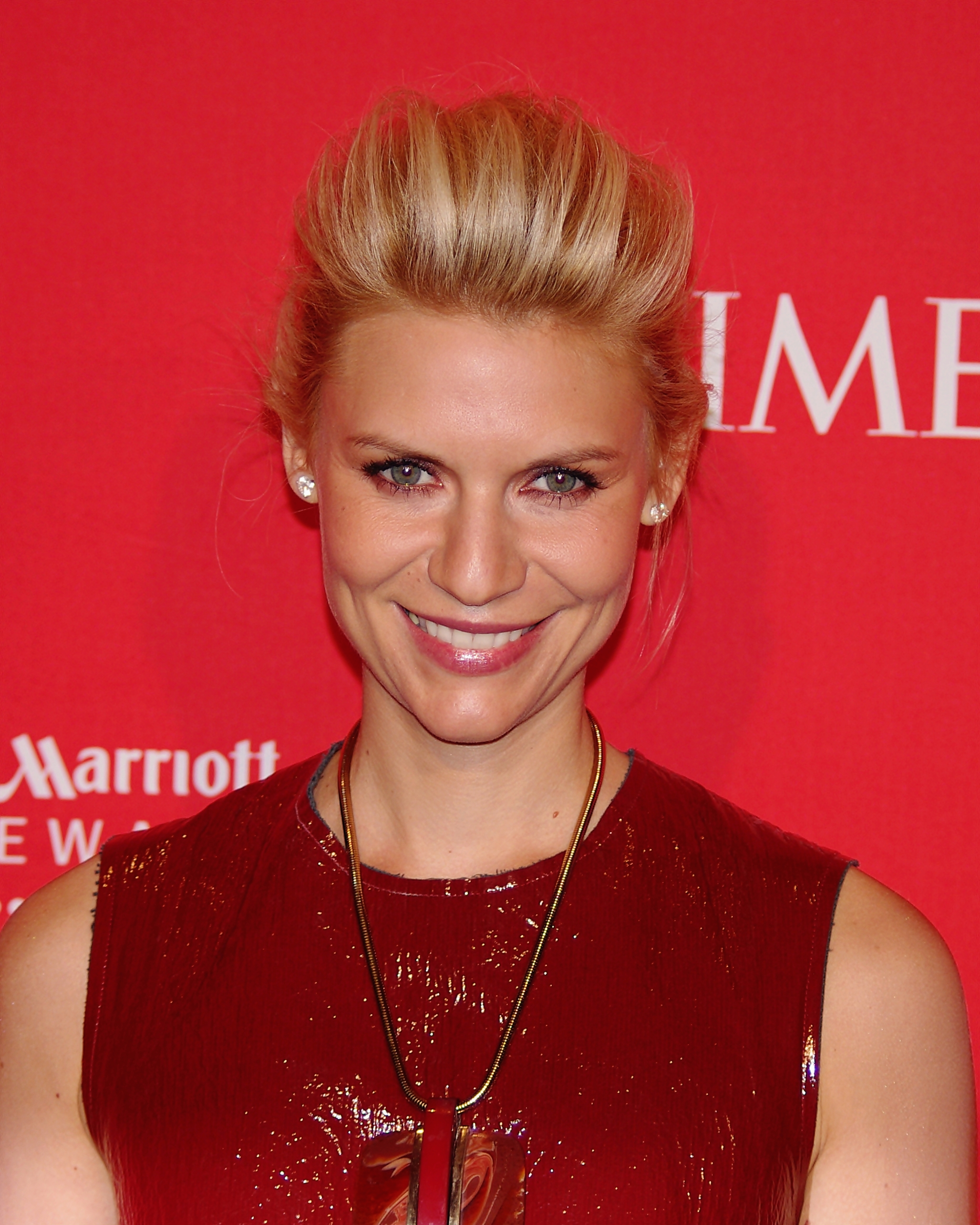
Danes na 2012 Time 100

Em 1997, Claire escreveu uma introdução para o livro de Neil Gaiman, Death: The Time of Your Life.
Em 2012, fez a narração do livro The Handmaid's Tale de Margaret Atwood para o serviço Audible.com. Este trabalho valeu-lhe o prémio Audie Award na categoria de ficção.
Claire apresentou o Concerto do Prémio Nobel da Paz em Oslo em 2013.

## Vida pessoal
Claire namorou com o cantor Ben Lee durante seis anos depois de o conhecer na sua festa de aniversário em 1997. Em 2004, começou uma relação com o seu colega do filme Stage Beauty, Billy Crudup, que terminou em 2006. Esta relação recebeu bastante atenção negativa, uma vez que Crudup deixou Mary-Louise Parker, na altura grávida do seu filho, para namorar com Claire.
Claire conheceu o ator Hugh Dancy enquanto filmavam Evening em 2006. Eles começaram a namorar e anunciaram o seu noivado em fevereiro de 2009. Casaram-se na França numa cerimónia privada em setembro de 2009. O casal têm três filhos juntos.

## Filmografia

### Cinema
| Ano  | Título                             | Papel                  | Obs. e Título em Português                                                                                    |
| ---- | ---------------------------------- | ---------------------- | --- |
| 1994 | Little Women                       | Beth March             | br: Adoráveis mulheres pt: As Mulherzinhas                                                                    |
| 1995 | How to Make an American Quilt      | Glady Jo Cleary        | br: Colcha de Retalhos pt: Onde Reside o Amor                                                                 |
| 1995 | Home for the Holidays              | Kitt Larson            | br: Feriados em Família pt: Fim-de-Semana em Família                                                          |
| 1996 | I Love You, I Love You Not         | Daisy / Young Nana     | br: Bem-me quer, Mal-me quer pt: Viver Sem Medo                                                               |
| 1996 | To Gillian on Her 37th Birthday    | Rachel Lewis           | br: Para Gillian no Seu Aniversário pt: A Magia de Gillian                                                    |
| 1996 | Romeo + Juliet                     | Julieta                | br/ pt: Romeu + Julieta                                                                                       |
| 1997 | U Turn                             | Jenny                  | br: Reviravolta pt: Sem Retorno                                                                               |
| 1997 | The Rainmaker                      | Kelly Riker            | br: O Homem que Fazia Chover pt: O Poder da Justiça                                                           |
| 1998 | Les Misérables                     | Cosette                | br/pt: Os Miseráveis                                                                                          |
| 1998 | Polish Wedding                     | Hala                   | br: Casamento Polonês pt: Casamento em Família                                                                |
| 1999 | The Mod Squad                      | Julie Barnes           | br: Mod Squad: O Filme pt: Mod Squad - O Filme                                                                |
| 1999 | Brokedown Palace                   | Alice Marano           | br: A Viagem pt: Armadilha em Bangcoque                                                                       |
| 1999 | Princess Mononoke                  | San                    | br: Princesa Mononoke pt: A Princesa Mononoke Voz (versão inglesa)                                            |
| 2002 | Igby Goes Down                     | Sookie Sapperstein     | br: A Estranha Família de Igby pt: A Estranha Vida de Igby                                                    |
| 2002 | The Hours                          | Julia Vaughan          | br/pt: As Horas                                                                                               |
| 2003 | It's All About Love                | Elena                  | br: Dogma do Amor pt: O Amor é Tudo                                                                           |
| 2003 | The Rage in Placid Lake            | Girl at seminar        | br: A Grande Virada                                                                                           |
| 2003 | Terminator 3: Rise of the Machines | Kate Brewster          | br: O Exterminador do Futuro 3: A Rebelião das Máquinas pt: Exterminador Implacável 3 - Ascensão das Máquinas |
| 2004 | Stage Beauty                       | Maria                  | br: A Bela do Palco pt: Beleza em Palco                                                                       |
| 2005 | Shopgirl                           | Mirabelle Buttersfield | br: Garota da Vitrine pt: Uma Rapariga Cheia de Sonhos                                                        |
| 2005 | The Family Stone                   | Julie Morton           | br: Tudo em Família pt: A Jóia da Família                                                                     |
| 2007 | Evening                            | Young Ann              | br: Ao Entardecer pt: Ao Anoitecer                                                                            |
| 2007 | Stardust                           | Yvaine                 | br: Stardust - O Mistério da Estrela pt: Stardust - O Mistério da Estrela Cadente                             |
| 2007 | The Flock                          | Allison                | br: Justiça a Qualquer Preço pt: Obsessão Mortal                                                              |
| 2008 | Me and Orson Welles                | Sonja Jones            | br: Eu e Orson Wells                                                                                          |
| 2013 | As Cool as I Am                    | Lainee Diamond         | br: Tão Descolada Quanto Eu pt: Tão Fixe Como Eu                                                              |
| 2017 | Brigsby Bear                       | Clare                  | |

### Television
| Ano       | Título                          | Papel           | Notas                                                         |
| --------- | ------------------------------- | --------------- | ------------------------------------------------------------- |
| 1992      | Law & Order                     | Tracy Brandt    | Episódio: "Skin Deep"                                         |
| 1994      | Lifestories: Families in Crisis | Katie Leiter    | Episódio: "More Than Friends: The Coming Out of Heidi Leiter" |
| 1994–1995 | My So-Called Life               | Angela Chase    | Protagonista (19 episódios)                                   |
| 1997      | Saturday Night Live             | Apresentadora   | Episódio: "Claire Danes/Mariah Carey"                         |
| 2010      | Temple Grandin                  | Temple Grandin  | Telefilme                                                     |
| 2011–2020 | Homeland                        | Carrie Mathison | Protagonista                                                  |
| 2015      | Master of None                  | Nina Stanton    | Episódio: "The Other Man"                                     |
| 2017      | Portlandia                      | Joan            | Episódio: "The Storytellers"                                  |
| TBA       | The Essex Serpent               | Cora            | Protagonista                                                  |

### Teatro
| Ano  | Título                          | Papel           | Teatro                    |
| ---- | ------------------------------- | --------------- | ------------------------- |
| 2000 | The Vagina Monologues           |                 | Westside Theatre          |
| 2005 | Christina Olson: American Model | Christina Olson | Performance Space 122     |
| 2007 | Edith and Jenny                 | Edith           | Performance Space 122     |
| 2007 | Pygmalion                       | Eliza Doolittle | American Airlines Theatre |
| 2016 | Dry Powder                      | Jenny           | The Public Theater        |

### Videoclipes
- Soul Asylum - Just Like Anyone (1995) - Unnamed Angel

## Principais Prêmios e Indicaçoes
Globo de Ouro
| Ano  | Categoria                               | Título              | Resultado |
| ---- | --------------------------------------- | ------------------- | --------- |
| 1995 | Melhor atriz em série de drama          | Minha Vida de Cão   | Venceu    |
| 2011 | Melhor atriz em minissérie ou telefilme | Temple Grandin      | Venceu    |
| 2012 | Melhor atriz em série de drama          | Homeland            | Venceu    |
| 2013 | Melhor atriz em série de drama          | Homeland            | Venceu    |
| 2015 | Melhor atriz em série de drama          | Homeland            | Indicado  |
| 2023 | Melhor atriz em minissérie ou telefilme | A Nova Vida de Toby | Indicado  |

Emmy Award
| Ano  | Categoria                               | Título              | Resultado |
| ---- | --------------------------------------- | ------------------- | --------- |
| 1995 | Melhor atriz em série de drama          | Minha Vida de Cão   | Indicado  |
| 2010 | Melhor atriz em minissérie ou telefilme | Temple Grandin      | Venceu    |
| 2012 | Melhor atriz em série de drama          | Homeland            | Venceu    |
| 2013 | Melhor atriz em série de drama          | Homeland            | Venceu    |
| 2014 | Melhor atriz em série de drama          | Homeland            | Indicado  |
| 2015 | Melhor atriz em série de drama          | Homeland            | Indicado  |
| 2016 | Melhor atriz em série de drama          | Homeland            | Indicado  |
| 2023 | Melhor atriz em minissérie ou telefilme | A Nova Vida de Toby | Pendente  |

Critics' Choise Television Awards
| Ano  | Categoria                               | Título              | Resultado |
| ---- | --------------------------------------- | ------------------- | --------- |
| 2021 | Melhor atriz em série de drama          | Homeland            | Indicado  |
| 2023 | Melhor atriz em minissérie ou telefilme | A Nova Vida de Toby | Indicado  |

Satellite Awards
| Ano  | Categoria                               | Título            | Resultado |
| ---- | --------------------------------------- | ----------------- | --------- |
| 2005 | Melhor atriz em cinema                  | Garota da Vitrine | Indicado  |
| 2010 | Melhor atriz em minissérie ou telefilme | Temple Grandin    | Venceu    |
| 2011 | Melhor atriz em série de drama          | Homeland          | Venceu    |
| 2012 | Melhor atriz em série de drama          | Homeland          | Venceu    |
| 2016 | Melhor atriz em série de drama          | Homeland          | Venceu    |

Screen Actors Guild Awards
| Ano  | Categoria                               | Título         | Resultado |
| ---- | --------------------------------------- | -------------- | --------- |
| 2011 | Melhor atriz em minissérie ou telefilme | Temple Grandin | Venceu    |
| 2013 | Melhor atriz em série de drama          | Homeland       | Venceu    |
| 2014 | Melhor atriz em série de drama          | Homeland       | Indicado  |
| 2015 | Melhor atriz em série de drama          | Homeland       | Indicado  |
| 2016 | Melhor atriz em série de drama          | Homeland       | Indicado  |